# Voroncovskaja (stanice metra v Moskvě)
Voroncovskaja (rusky Воронцовская) je stanice moskevského metra na lince Bolšaja kolcevaja, která byla zprovozněna 7. prosince 2021 v rámci úseku Mňovniki - Kachovskaja. Stanice je pojmenována podle blízkého parkového komplexu Voroncovo. Voroncovskaja je přestupní na stanici Kalužskaja Kalužsko-Rižské linky.

## Charakter stanice
Stanice Voroncovskaja se nachází ve čtvrti Obručevskij rajon (Обручевский район) pod ulicí Akademika Semenichina (Улица Академика Семенихина) mezi jejím křížením s Profsojuznou ulicí (Профсоюзная улица) a Starokalužským šosse (Старокалужское шоссе). Stanice disponuje dvěma podzemními vestibuly, východní přímo sousedí se severním vestibulem stanice Kalužskaja na Kalužsko-Rižské lince, západní ústí k Starokalužskému šosse. Vestibuly jsou s nástupištěm propojeny prostřednictvím eskalátorů.      
Co se podoby nástupiště týče, jejím nejvýraznějším prvkem je strop. Strop na nástupišti je zavěšený, jedná se o parametrickou konstrukci složité geometrie a je vyroben z identických maloformátových hliníkových prvků umístěných v různých výškách. Bodová svítidla jsou zabudována do stropní konstrukce. Stropní železobetonové konstrukce jsou natřeny tmavě šedou barvou, což vyvolává kontrast se zavěšeným stropem. Podhledový systém spolu s lampami v něm umístěnými vytváří souvislé proudění, které má představovat Mléčnou dráhu. Dvě řady sloupů složitého tvaru jsou vyrobeny z betonu a natřeny silikátovou antivandalovou směsí, která zachovává texturu betonu. Složitá struktura stropu kontrastuje s jednoduchým vzorem podlahy, která byla pokryta žulou ve dvou odstínech -  bílým a tmavě šedým.      
Ve vestibulu je zavěšený strop vyroben z trojúhelníkových hliníkových voštinových panelů, mezi nimiž jsou profily s osvětlovacím zařízením. Sloupy vestibulu jsou pokryty gabro-diabasem, stěny jsou ze světle šedého a černého mramoru, pokladní blok je pokryt oranžovým aglomerátem. Podlaha je pokryta šedou sibiřskou žulou a černým gabrem. Vzory podlahy a profily osvětlení mají nasměrovat cestující k východům.

## Fotogalerie
- Pohled na zavěšený strop
- Eskalátory v stanici Voroncovskaja
- Pohled na kolejovou stěnu s názvem stanice